# Jamesville (Karolina Północna)
Jamesville – miasto w Stanach Zjednoczonych, w stanie Karolina Północna, w hrabstwie Martin.